# Jonathan Craven
Jonathan Christian Craven (* 20. März 1965 in New Castle, Pennsylvania) ist ein US-amerikanischer Drehbuchautor, Regisseur und Produzent.

## Biographie
Jonathan Craven wurde am 20. März 1965 als Sohn von Wes Craven und Bonnie Broecker in New Castle in Pennsylvania geboren. Seine Schwester ist die Sängerin Jessica Craven.
In den von seinem Vater inszenierten Filmen Das letzte Haus links sowie Shocker trat er in kleinen Rollen als Schauspieler auf.

## Filmographie (Auswahl)

### Als Regisseur
- 2002: They Shoot Divas, Don’t They? (Fernsehproduktion)

### Drehbuchautor
- 1995: Mindripper (The Outpost)
- 2007: The Hills Have Eyes 2

### Als Produzent
- 1995: Wes Cravens Mindripper
- 2007: The Hills Have Eyes 2 (Als Co-Produzent)